# Baron Berners
Baron Berners ist ein erblicher britischer Adelstitel in der Peerage of England.

## Verleihung und Geschichte des Titels
Der Titel wurde am 26. Mai 1455 für Sir John Bourchier geschaffen, indem dieser durch Writ of Summons ins House of Lords berufen wurde. Als Barony by writ kann der Titel auch in der weiblichen Linie vererbt werden können, wenn keine Söhne vorhanden sind. Allerdings gilt zwischen mehreren Schwestern – anders als bei Brüdern – nicht der Grundsatz der Primogenitur. Da der Titel aber weder geteilt noch gemeinsam gehalten werden kann, fällt der Titel in einen Ruhezustand (Abeyance), wenn keine Söhne jedoch mehrere Töchter vorhanden sind. Jeder Mitberechtigte kann dann bei der Krone die Beendigung des Ruhens beantragen.
Beim Tod des 2. Barons fiel der Titel erstmals in Abeyance zwischen dessen beiden Töchtern. Als die ältere von ihnen, Mary Unton, um 1550 starb, stand die Baronie de iure ihrer Schwester Jane Knyvett als Alleinerbin zu. Sie und ihre männlichen Nachkommen haben den Titel aber nicht wirksam beansprucht, so dass der Titel fortan ruhte. Beim Tod ihres Ururururenkels, des de iure 7. Baron, fiel der Titel 1693 erneut in Abeyance zwischen dessen beiden Schwestern und fiel beim Tod des einzigen Sohnes der älteren Schwester 1711 der jüngeren als de iure 8. Baroness zu. Ihr wurde dieser Titel schließlich am 30. Mai 1720 vom House of Lords zugesprochen. Da ihre beiden Ehen kinderlos blieben, fiel der Titel bei ihrem Tod 1743 erneut in Abeyance zwischen den beiden Töchtern ihres Cousins John Knyvet († 1731). Am 7. Mai 1832 erwirkte ein Enkel der älteren von diesen die Wiederherstellung des Titels für sich als 9. Baron. Bei seinem Tod am 25. März 1838 fiel der Titel kurzzeitig erneut in Abeyance und wurde wenige Tage später am 2. April 1838 seinem Bruder als 10. Baron wiederhergestellt. Beim Tod der 15. Baroness am 2. August 1927 fiel der Titel in Abeyance zwischen deren beiden Töchtern und wurde am 30. Juni 1995 für die Ältere als 16. Baroness wiederhergestellt.

## Weiterer Titel
Bevor der spätere 13. Baron die Baronie 1917 von seiner Mutter erbte, hatte er bereits 1894 von seinem Vater den Titel (4.) Baronet, of Stanley Hall in the County of Shropshire, geerbt. Dieser Titel war am 3. Oktober 1808 in der Baronetage of the United Kingdom seinem Urgroßvater, dem Unterhausabgeordneten Thomas Tyrwhitt Jones, verliehen worden. Die Baronetcy war ausschließlich in männlicher Linie vererbbar und erlosch 1950 beim Tod seines Neffen, des 14. Barons.

## Liste der Barone Berners und Tyrwhitt Baronets

### Barone Berners (1455)
- John Bourchier, 1. Baron Berners († 1474)
- John Bourchier, 2. Baron Berners (1467–1533) (Titel abeyant 1533)
- Jane Knyvett, de iure 3. Baroness Berners († 1562) (Abeyance beendet um 1550)
- Sir Thomas Knyvett, de iure 4. Baron Berners (um 1539–1618)
- Thomas Knyvet, de iure 5. Baron Berners (1596–1658)
- Sir John Knyvett, de iure 6. Baron Berners († 1673)
- Thomas Knyvett, de iure 7. Baron Berners († 1693)
- Katherine Bokenham, 8. Baroness Berners (1658–1743) (Abeyance beendet 1711; Titel bestätigt 1720; Titel abeyant 1743)
- Robert Wilson, 9. Baron Berners (1761–1838) (Abeyance beendet 1832; Titel abeyant 1838)
- Henry Wilson, 10. Baron Berners (1762–1851) (Abeyance beendet 1838)
- Henry William Wilson, 11. Baron Berners (1797–1871)
- Harriet Tyrwhitt, 12. Baroness Berners (1835–1917)
- Raymond Tyrwhitt-Wilson, 13. Baron Berners (1855–1918)
- Gerald Tyrwhitt-Wilson, 14. Baron Berners (1883–1950)
- Vera Williams, 15. Baroness Berners (1901–1992) (Titel abeyant 1992)
- Pamela Kirkham, 16. Baroness Berners (1929–2023) (Abeyance beendet 1995)
- Rupert Kirkham, 17. Baron Berners (* 1953)

Titelerbe (Heir apparent) ist der Sohn des jetzigen Barons, Hon. Edward Michael Tyrwhitt Kirkham (* 1994).

### Tyrwhitt Baronets, of Stanley Hall (1808)
- Sir Thomas Tyrwhitt Jones, 1. Baronet (1765–1811)
- Sir Thomas John Tyrwhitt Jones, 2. Baronet (1793–1839)
- Sir Henry Thomas Tyrwhitt, 3. Baronet (1824–1894)
- Sir Raymond Tyrwhitt-Wilson, 4. Baronet (1855–1918) (erbte 1917 den Titel 13. Baron Berners)
- Gerald Tyrwhitt-Wilson, 14. Baron Berners, 5. Baronet (1883–1950)